# دانشگاه یانگون شرقی
دانشگاه یانگون شرقی، واقع در تانلین در حومه جنوب شرقی یانگون، یک دانشگاه علوم مقدماتی و هنرهای آزاد در میانمار است. این دانشگاه رشته‌های لیسانس در هنرهای آزاد و علوم و حقوق ارائه می‌دهد.
یک سرویس قطار که در سال ۲۰۰۶ افتتاح شد، محوطه دانشگاه را به مرکز شهر یانگون متصل می‌کند. روزانه حدود ۲۰۰۰ دانشجو از این سرویس استفاده می‌کنند. در ۲۵ نوامبر ۲۰۱۴ ساختمان تالار جدید این دانشگاه به پایان رسید.

## تاریخچه
دانشگاه یانگون شرقی در سال ۲۰۰۰ تأسیس شد. در ابتدا تصور می‌شد که این اقدام بخشی از طرح دولت نظامی برمه برای پراکنده کردن دانشجویان دانشگاه در بسیاری از دانشگاه‌ها و کالج‌ها در سراسر کشور است. دانشجویانی که در دانشگاه یانگون حضور داشتند اکنون باید در دانشگاه داگون یا دانشگاه یانگون شرقی در تانلین شرکت کنند.